# Air Tractor AT-802
Air Tractor AT-802 je višenamjenski avion s turbo-prop motorom, koji se koristi u poljoprivrednom i protupožarnom zrakoplovstvu. Proizveo ga je američki proizvođač aviona Air Tractor, a prvi je let ostvario u listopadu 1990. godine. 
Najčešće se rabi za ophodnje i za prvi udar po požaru, a u poljoprivrednom zrakoplovstvu za zaprašivanje. U Hrvatskoj su avioni tipa AT-802F i Fire Boss dio 855. protupožarne eskadrile HRZ i PZO.

## Razvoj
Prvi Air Tractor na kojem su građene ostale inačice bio je AT-301 s zvjezdastim klipnim motorom Pratt & Whitney R-1340. Prvi let bio je 1973. Izrađeno je 600 aviona prve serije. Sljedeća inačica s klipnim motorom predstavljena 1986. godine bila je AT-401 s nešto većim razmahom krila i većim kapacitetom tekućine za zaprašivanje.
Inačice s turbo-prop motorom izrađivane su paralelno s inačicama s klipnim motorom. 
AT-302 predstavljen je 1977. godine, slijede AT-402 s jačim motorom (505 kW) i AT-402B s većim rasponom krila. U veljači 1992. prvi let ima AT-502A s motorom od 820 kW koji je pokretao peterokraki propeler. S većom snagom motora avion je sada mogao letjeti brže i na većoj visini. Na sljedeću inačicu AT-502B ugrađeni su posebni završeci krila (eng. Wingtips) i modernija oprema pilotske kabine. 
U prosincu 1995. godine prvi let je imala inačica AT-602. Maksimalna težina uzlijetanja ove inačice je 5.400 kg. U upotrebu je ušla u drugoj polovici 1996.

### Air Tractora 802 A Fire Boss
Osim dosadašnjih Air Tractora, HRZ je dočekao sezonu 2008. i s tri nova Air Tractora 802 A Fire Boss koji se nalaze u sastavu 855. protupožarne eskadrile te sada ukupno raspolaže s 4 Fire Bossa.
Maksimalna je poletna težina Air Tractora 802A Fire Boss 7 tona, a može ponijeti 3000 litara vode. Najučinkovitiji je u gašenju požara kad leti brzinom od 160 do 200 km na sat, i to na visini od 7 do 10 metara, iako te visine mogu biti i manje jer učinkovitost gašenja požara ovisi i o silini vodenog udara, tako da to nekad može biti i sa samo nekoliko metara visine. Sve, naravno, ovisi o procjeni pilota. Air Tractor je najbolje upotrebljavati u požarima manjeg opsega, koji se ne mogu naglo širiti, ali dobar je isto tako i na većim požarištima, kad štiti i gasi rubna područja, tako da može biti vrlo koristan u kombinaciji s kanaderima. Dobra strana mu je i to što se "može zavući bilo kamo", odnosno vodu može skupljati na dosta pozicija na moru, na jezerima, ali i na rijekama jer ima plovke za razliku od prijašnjih inačica.
Air Tractor Fire Boss ima spremnik od 300 litara za pjenilo, koje, kad se pomiješa s vodom u omjeru od jedan posto, znatno povećava učinkovitost gašenja požara. Učinkovit je i kad se radi sa sporim retardantima koji se, pomiješani s vodom, bacaju ispred požara te tako sprečavaju gorenje. Ta se metoda u svijetu dosta primjenjuje, a kod nas intenzivnije od 2005. godine.

## Inačice
- AT-802 - glavni proizvodni model s dva sjedišta. Zajedno s AT-802A najveća je i najteža inačica kao i najveći avioni s jednim motorom.
- AT-802A - inačica s jednim sjedištem. Prvi let bio je u listopadu 1990. godine.
- AT-802F - inačica je s dva sjedišta a namijenjena je za gašenje požara.
- AT-802U / Sky Warden ISR - naoružana inačica za protugerilsku borbu i specijalne operacije (vojni naziv OA-1K). Oklop i naoružanje ugrađuje tvrtka L3Harris.[1]

## Tehničke karakteristike
Izvori podataka: Jane's
Osnovne karakteristike
- posada: 1 pilot
- kapacitet: 3.066 l
- dužina: 11,07 m
- raspon krila: 17,68 m
- površina krila: 36,33 m2
- visina: 3,35 m

Letne karakteristike
- najveća brzina: 338 km/h
- ekonomska brzina: 314 km/h
- dolet: 804 km
- brzina penjanja: 244 m/min
- specifično opterećenje krila: 199,8 kg/m2
- motor: Pratt & Whitney PT6A-67AG